# Kankan (prefektur)
Kankan Prefecture är en prefektur i Guinea.   Den ligger i regionen Kankan Region, i den östra delen av landet, 500 km öster om huvudstaden Conakry. Antalet invånare är 234 785. Arean är 19 750 kvadratkilometer. Kankan Prefecture gränsar till Beyla Prefecture, Kerouane Prefecture, Kissidougou, Kouroussa och Mandiana Prefecture. 
Terrängen i Kankan Prefecture är platt norrut, men söderut är den kuperad.
Följande samhällen finns i Kankan Prefecture:
- Kankan
- Koumban
- Missamana
- Tokonou